# Adolph Lowe
Adolph Lowe, ursprungligen Adolf Löwe, född 4 mars 1893 i Stuttgart, död 3 juni 1995 i Wolfenbüttel, var en tysk sociolog och ekonom. Hans mest kända student var Robert Heilbroner. Lowe visade bland annat på hur viss teknik inte implementeras av rent samhälleliga skäl.